# Kaneko Ayano
Ayano Kaneko (カネコアヤノ, Kaneko Ayano), (Yokohama, 30 de janeiro de 1993) é uma cantora, modelo e atriz japonesa.
Kaneko iniciou sua carreira musical enquanto frequentava a universidade e debutou em 2012, com o álbum de produção própria "Inzei Seikatsu". Nessa apresentação ao vivo é acompanhada por uma banda.

## Biografia
Ayano Kaneko começou a tocar guitarra quando estava no terceiro ano do ensino médio, foi para um show de música no colégio e se apaixonou por bandas como SEBASTIAN X e Shamcats, e artistas como Happy End e Yasushi Machida. Enquanto estava na faculdade, ele pediu aos membros da banda Gateballers, que frequentavam a mesma universidade, para ouvir sua música. Os três integrantes da banda, junto com o pai de Hamano, um dos integrantes do grupo, que é engenheiro de som, ouviram a gravação caseira "Happyiendo o kika sete okureyo (kari)". Em maio de 2012, ela junto com eles, lançou um mini-álbum independente " Inzei Seikatsu".
Em junho, sua banda foi escolhida para tocar na abertura da banda SCANDAL, e ainda continuam a se apresentar ao vivo em clubes de Shibuya e Shimokitazawa.
Em 2013 sua canção foi escolhida como tema do show "Sorao no Sekai", onde fez a sua estreia como atriz
Em maio ela lançou seu álbum de estreia "Raise Wa Aidoru " em japonês "来世 は ア イ ド ル".
Em julho, ela estrelou em "Koibun X", obra que participou do "MOOSIC LAB 2014".
Em agosto ela ganhou o "MOOSIC LAB 2014" como a melhor música.
Em novembro de 2015, o álbum "Koisuruwakusei " em japonês "恋する惑星") foi lançado.
Em abril de 2016 ela produziu o álbum independente "hug" (Abraço em tradução literal para o português).
Em setembro, ela apareceu no palco "Light of Light, Light of Light, Light of Love".
Em dezembro, lancou o álbum "Sayōnara anata".
Em janeiro de 2017, lançou a fita cassete "Asa ni Natte Yumekarame"
Em fevereiro ela apareceu no filme "Taikutsuna hibi ni sayōnara o" Traduzido para o Inglês como "Same Old, Same Old" ou "Tudo na mesma" em tradução para o português.
Em março, foi lançado o álbum ao vivo "LIVE AT ZAMZA ASAGAYA JAN.31,2017".
Em abril, ela lancou "Hikareai".
Em setembro, o LP analógico "Mure-tachi ".
Em abril de 2018, o álbum "Shukusai ". O álbum foi eleito como vencedor do "11th CD Shop Awards 2019".
Em abril de 2019, ela lançou os dois singles do A-side "Ai "Ai no mama o / Saison"
Em setembro a coleção de poemas "Watashi no masshiro to kin iro" e o álbum "Sansan" ("燦々"). O álbum ganhou em décimo segundo lugar "12º CD Shop Grand Prize 2020"
Em abril de 2020, ela lançou os dois singles do A-side "Ranman / Hoshi Uranai To Asa 'o Rirīsu". O álbum ao vivo "Kaneko ayano tsuā 2020 “sansan” hikigatari Tōkyō-hen 2020. 1. 10 Sōgetsu hōru " que esteve à venda durante a live e se tornou responsável por cantar nas terças-feiras regulares no "SONAR'S ROOM" do J-WAVE SONAR MUSIC.

## Membros da banda
Membros da banda quando se apresentam em eventos como "Kaneko Ayano (Band Set)".
- Guitarra Hirotoshi Hayashi - ex-membro do Dancing country
- Takuma Motomura Baixo - também membro do Gateballers, Yuran Ship
- Bob Bateria - também membro do HAPPY

## Discografia

### Ep e singles
- 2016 - Kanekoayano / Uchimura Itaru
- 2016 - Sayōnara anata
- 2017 - Asa ni natte yume kara samete
- 2017 - Hika re ai
- 2017 - Sayōnara anata (segunda edição)
- 2018 - Joshō
- 2018 - sozinho em casa
- 2019 - Ai no mama o / Sezon
- 2020 - Ranman / hoshi uranai para asa
- 2020 - Ude no nakade shika nemurenai neko no yō ni

### Álbum

#### Álbuns gravados em estúdio
- 2012 - Inzei seikatsu
- 2014 - Raise wa aidoru
- 2015 - Koisuruwakusei
- 2018 - Shukusai
- 2019 - Sansan

#### Outros álbuns
- 2016 - hug
- 2017 - LIVE AT ZAMZA ASAGAYA JAN. 31 2017
- 2017 - Mure-tachi
- 2018 - Shukusai hitorideni
- 2019 - Sansan hitorideni
- 2020 - Kanekoayano tsuā 2020 "sansan" hikigatari Tōkyō-hen 2020. 1. 10 Sōgetsu hōru
- 2020 - Kanekoayano tandoku ensō-kai `saishi n '2020. 6. 25 Zamuza Asagaya